# Ballington Booth

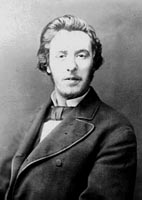
Ballington Booth

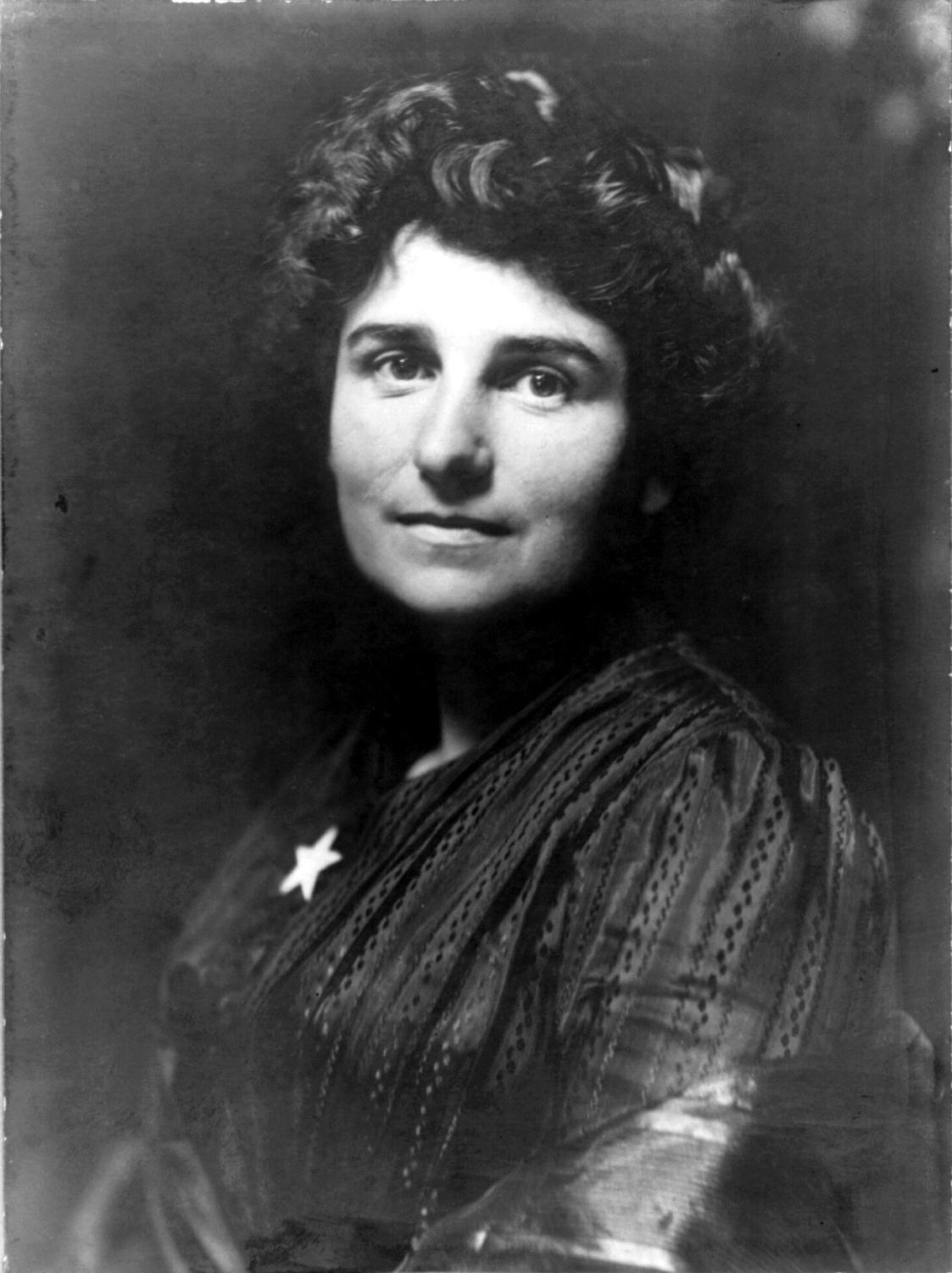
Maud Ballington Booth

Ballington Booth, medgrundare av Volunteers of America, frälsningsofficer, präst, sångförfattare, och tonsättare. Född 28 juli 1857 i Brighouse, England som andre son till Frälsningsarméns grundare William och Catherine Booth. Död 5 oktober 1940.
Redan som tonåring började han predika, sjunga och spela på arméns friluftsmöten. Vid 23 års ålder utnämndes Ballington till överste inom Frälsningsarmén och chef för Frälsningsarméns krigsskola (officersskola) i London. Han blev senare förflyttad till Australien, USA och Kanada, som ledare för Frälsningsarméns arbete i dessa länder.
1886 gifte han sig med Maud Charlesworth, som bytte namn till Maud Ballington Booth.
Tio år senare lämnade de Frälsningsarmén och startade God's American Volunteers, som snart förkortades till enbart Volunteers of America.
Ballington Booth var general för denna organisation i 43 år och kom i denna egenskap att diskutera sociala effekter av Första Världskriget respektive den amerikanska depressionen med presidenterna Woodrow Wilson och Franklin Roosevelt.
Ballington Booth prästvigdes i Episkopalkyrkan och är representerad i Frälsningsarméns sångbok 1990.

## Psalmer
- Dyre Jesus, du är min (FA nr 391) skriven 1878
- Min fot var trött att vandra på dunkel, självvald stig (FA nr 573) tonsatt broderns text okänt årtal men sannolikt runt 1894
- Mitt kors är ej större än hans nåd
- Nu den kommer, nu den kommer, den helige Andes kraft
- Trogen dig, trogen dig
- Åter och åter likt en mäktig flod